# Copa Brasil de Voleibol Masculino de 2018

## Regulamento
Classificaram-se para a disputa da Copa Brasil de 2018 o Sesi-SP, como representante da sede, e as seis melhores equipes do primeiro turno da fase classificatória da Superliga Série A 2017/2018 (excetuando-se a equipe paulistana). O torneio foi disputado em sistema de eliminatória simples, em jogos únicos, dividido em três fases: quartas-de-final, semifinais e final.
Os três times vitoriosos passaram às semifinais unindo-se ao Sesi-SP, nas quais o anfitrião enfrentou o vencedor do jogo 3 das quartas-de-final e as equipes vitoriosas dos jogos 1 e 2 confrontaram-se na outra partida. Os jogos da fase classificatória e quartas-de-final foram jogados com mando dos melhores clubes após o primeiro turno da Superliga 2017/18. Já as semifinais e a final foram realizadas no Ginásio SESI - Vila Leopoldina, São Paulo (SP).

## Participantes
| Equipe                | Cidade         | Ginásio                         | Capacidade | Posição no primeiro turno de 2017/18 | Taubaté 'Rio de Janeiro Belo Horizonte Contagem São Paulo CampinasCopa Brasil de Voleibol Masculino de 2018 (Brasil) |
| --------------------- | -------------- | ------------------------------- | ---------- | ------------------------------------ | --- |
| FUNVIC Taubaté        | Taubaté        | Ginásio do Abaeté               | 3 000      | 3º                                   | Taubaté 'Rio de Janeiro Belo Horizonte Contagem São Paulo CampinasCopa Brasil de Voleibol Masculino de 2018 (Brasil) |
| Corinthians/Guarulhos | Guarulhos      | Ginásio Da Ponte Grande         | 3 290      | 6º                                   | Taubaté 'Rio de Janeiro Belo Horizonte Contagem São Paulo CampinasCopa Brasil de Voleibol Masculino de 2018 (Brasil) |
| Vôlei SESC-RJ         | Rio de Janeiro | Tijuca Tênis Clube              | 1 000      | 2º                                   | Taubaté 'Rio de Janeiro Belo Horizonte Contagem São Paulo CampinasCopa Brasil de Voleibol Masculino de 2018 (Brasil) |
| Sada/Cruzeiro Vôlei   | Contagem       | Ginásio Poliesportivo do Riacho | 2 000      | 1º                                   | Taubaté 'Rio de Janeiro Belo Horizonte Contagem São Paulo CampinasCopa Brasil de Voleibol Masculino de 2018 (Brasil) |
| Minas Tênis Clube     | Belo Horizonte | Arena Minas Tênis Clube         | 3 650      | 5º                                   | Taubaté 'Rio de Janeiro Belo Horizonte Contagem São Paulo CampinasCopa Brasil de Voleibol Masculino de 2018 (Brasil) |
| Sesi-SP               | São Paulo      | Ginásio SESI - Vila Leopoldina  | 800        | 4º                                   | Taubaté 'Rio de Janeiro Belo Horizonte Contagem São Paulo CampinasCopa Brasil de Voleibol Masculino de 2018 (Brasil) |
| Vôlei Renata          | Campinas       | Ginásio do Taquaral             | 2 600      | 7º                                   | Taubaté 'Rio de Janeiro Belo Horizonte Contagem São Paulo CampinasCopa Brasil de Voleibol Masculino de 2018 (Brasil) |

## Resultados
|  | Quartas de final | Quartas de final      | Quartas de final |  |  | Semifinais | Semifinais          | Semifinais |  |  | Finais | Finais              | Finais |
|  |                  |                       |                  |  |  |            |                     |            |  |  |        |                     |        |
|  | 3º               | FUNVIC/Taubaté        | 3                |  |  |            |                     |            |  |  |        |                     |        |
|  | 5º               | Minas Tênis Clube     | 1                |  |  |            |                     |            |  |  |        |                     |        |
|  |                  |                       |                  |  |  | 4º         | Sesi-SP             | 3          |  |  |        |                     |        |
|  |                  |                       |                  |  |  | 3º         | FUNVIC/Taubaté      | 0          |  |  |        |                     |        |
|  |                  |                       |                  |  |  |            |                     |            |  |  |        |                     |        |
|  |                  |                       |                  |  |  |            |                     |            |  |  | 4º     | Sesi-SP             | 2      |
|  | 2º               | Vôlei SESC-RJ         | 3                |  |  |            |                     |            |  |  | 1º     | Sada Cruzeiro Vôlei | 3      |
|  | 6º               | Corinthians/Guarulhos | 0                |  |  |            |                     |            |  |  |        |                     |        |
|  |                  |                       |                  |  |  | 1º         | Sada Cruzeiro Vôlei | 3          |  |  |        |                     |        |
|  |                  |                       |                  |  |  | 2º         | Vôlei SESC-RJ       | 1          |  |  |        |                     |        |
|  | 1º               | Sada Cruzeiro Vôlei   | 3                |  |  |            |                     |            |  |  |        |                     |        |
|  | 7º               | Vôlei Renata          | 2                |  |  |            |                     |            |  |  |        |                     |        |

### Quartas de final
| 9 de janeiro de 2018 19:00 | Vôlei SESC-RJ | 3 — 0             | Corinthians/Guarulhos | Ginásio do Tijuca Tênis Clube, Rio de Janeiro Árbitro(s): MG Anderson Caçador MG Andreza Misquita |
| 9 de janeiro de 2018 19:00 | 26 25         | Set 1 Set 2 Set 3 | 24 17 20              | Ginásio do Tijuca Tênis Clube, Rio de Janeiro Árbitro(s): MG Anderson Caçador MG Andreza Misquita |

| 9 de janeiro de 2018 19:00 | FUNVIC/Taubaté | 3 — 1                   | Minas Tênis Clube | Ginásio do Abaeté, Taubaté Árbitro(s): MG Paulo Gonçalves MG Ivan Cardoso |
| 9 de janeiro de 2018 19:00 | 19 25 26       | Set 1 Set 2 Set 3 Set 4 | 25 22 21 24       | Ginásio do Abaeté, Taubaté Árbitro(s): MG Paulo Gonçalves MG Ivan Cardoso |

| 9 de janeiro de 2018 19:00 | Sada Cruzeiro Vôlei | 3 — 2                         | Vôlei Renata  | Ginásio Poliesportivo do Riacho, Contagem Árbitro(s): SP Carlos Valderrama SP Paulo da Silva |
| 9 de janeiro de 2018 19:00 | 25 24 21 25 15      | Set 1 Set 2 Set 3 Set 4 Set 5 | 15 26 25 22 9 | Ginásio Poliesportivo do Riacho, Contagem Árbitro(s): SP Carlos Valderrama SP Paulo da Silva |

### Semifinal
| 25 de janeiro de 2017 19:00 SporTV e TV Brasil | Sada Cruzeiro Vôlei | 3 — 1             | Vôlei SESC-RJ | SESI - Vila Leopoldina, São Paulo |
| 25 de janeiro de 2017 19:00 SporTV e TV Brasil | 25 20 25            | Set 1 Set 2 Set 3 | 17 25 21 23   | SESI - Vila Leopoldina, São Paulo |

| 25 de janeiro de 2018 21:30 SporTV e TV Brasil | Sesi-SP | 3 — 0             | FUNVIC/Taubaté | SESI - Vila Leopoldina, São Paulo |
| 25 de janeiro de 2018 21:30 SporTV e TV Brasil | 25 27   | Set 1 Set 2 Set 3 | 22 17 25       | SESI - Vila Leopoldina, São Paulo |

### Final
| 27 de janeiro de 2018 15:30 SporTV e TV Brasil | Sada Cruzeiro Vôlei | 3 — 2                         | Sesi-SP       | SESI - Vila Leopoldina, São Paulo |
| 27 de janeiro de 2018 15:30 SporTV e TV Brasil | 25 20 25 29 15      | Set 1 Set 2 Set 3 Set 4 Set 5 | 23 25 17 31 9 | SESI - Vila Leopoldina, São Paulo |

## Classificação Final
| Copa Brasil de 2018                     |
| Minas Gerais                            |
| --------------------------------------- |
| Sada Cruzeiro Vôlei Campeão (3º título) |